# تگلن
تگلن (به هلندی: Tegelen) یک منطقهٔ مسکونی در هلند است که در فنلو واقع شده‌است. تگلن c نفر جمعیت دارد.